# Tiberius Claudius Maximinus
Tiberius Claudius Maximinus (vollständige Namensform Tiberius Claudius Tiberi filius Quirina Maximinus) war ein im 2. Jahrhundert n. Chr. lebender Angehöriger des römischen Ritterstandes (Eques).
Durch mehrere Militärdiplome ist belegt, dass Maximinus am 22. März 129 n. Chr. Kommandeur der Cohors I Ulpia Dacorum war, die zu diesem Zeitpunkt in der Provinz Syria stationiert war. Als seine Herkunft wird in den Diplomen Neapolis angegeben. Maximinus war in der Tribus Quirina eingeschrieben.